# Ventilago nisidai
Ventilago nisidai är en brakvedsväxtart som beskrevs av Kanehira. Ventilago nisidai ingår i släktet Ventilago och familjen brakvedsväxter. Inga underarter finns listade i Catalogue of Life.